# Championnat du Brésil de football de deuxième division 1991
Navigation
Serie B 1990 Serie B 1992
La saison 1991 de Série B est la treizième édition du championnat du Brésil de football de deuxième division, qui constitue le deuxième échelon national du football brésilien. 

## Compétition
Cette année 64 équipes participent au championnat. Au premier tour elles sont réparties dans 8 groupes de huit équipes. Les équipes se rencontrent deux fois, les deux premiers de chaque groupe se qualifient pour les huitièmes de finale.
La compétition continue sous forme de tournoi à élimination directe jusqu'à la finale. Toutes les rencontres se jouent en matchs aller et retour.
Le vainqueur est déclaré champion de deuxième division et est promu en championnat du Brésil 1992 avec le finaliste.

### Tour final
|  | Demi-finales               | Demi-finales               | Demi-finales | Demi-finales |                     |                     | Finale | Finale | Finale | Finale |
|  |                            |                            |              |              |                     |                     |        |        |        |        |
|  |                            |                            |              |              |                     |                     |        |        |        |        |
|  | Americano (Rio de Janeiro) | Americano (Rio de Janeiro) | 1            | 0(4)         |                     |                     |        |        |        |        |
|  | Americano (Rio de Janeiro) | Americano (Rio de Janeiro) | 1            | 0(4)         |                     |                     |        |        |        |        |
|  | Paysandu Sport Club        | Paysandu Sport Club        | 0            | 1(5)         |                     |                     |        |        |        |        |
|  | Paysandu Sport Club        | Paysandu Sport Club        | 0            | 1(5)         | Paysandu Sport Club | Paysandu Sport Club | 0      | 2      |        |        |
|  |                            |                            |              |              | Paysandu Sport Club | Paysandu Sport Club | 0      | 2      |        |        |
|  |                            |                            | Guarani FC   | Guarani FC   | 1                   | 0                   |        |        |        |        |
|  | Coritiba FC                | Coritiba FC                | Guarani FC   | Guarani FC   | 1                   | 0                   | 1      | 0(4)   |        |        |
|  | Coritiba FC                | Coritiba FC                |              |              |                     |                     |        | 0(4)   |        |        |
|  | Guarani FC                 | Guarani FC                 | 0            | 1(5)         |                     |                     |        |        |        |        |
|  | Guarani FC                 | Guarani FC                 | 0            | 1(5)         |                     |                     |        |        |        |        |

Légende des couleurs
- Qualification pour la finale
- Champion de Serie B.

Paysandu Sport Club gagne son premier titre de champion de deuxième division, le club est promu en première division en compagnie du finaliste Guarani FC.